# Iowa-klassen

Iowa-klassen var en serie af seks slagskibe, der blev bestilt af den amerikanske flåde i 1939 og 1940. Det var oprindeligt planen, at skibene skulle kunne tage kampen op mod de store japanske superslagskibe Yamato- og Musashi og i øvrigt at kunne indgå i traditionelle søslag.
Der blev bygget fire af de seks bestilte skibe: Iowa, New Jersey, Missouri, og Wisconsin. De to resterende, Illinois og Kentucky blev køllagt, men blev opgivet i 1945 respektive 1958, og begge skrog blev hugget op i 1958–1959. Stævnen fra USS Kentucky blev overført til USS Wisconsin som reparation efter sidstnævntes kollision i 1956.
De fire skibe i Iowa-klassen var de sidste slagskibe, der blev taget i brug af US Navy. Alle ældre slagskibe blev taget ud af tjeneste i 1947. Fra midten af 1940'erne og indtil begyndelsen af 1990'erne deltog skibene i klassen i fire større amerikanske krige: 2. verdenskrig, Koreakrigen, Vietnamkrigen og Golfkrigen.

## Tjeneste i 2. verdenskrig
Efter tabet af slagskibene ved Pearl Harbor i 1941 genopbyggede USA sin slagskibsflåde. De største var de fire slagskibe af Iowa-klassen, der var udtænkt til at nedkæmpe de japanske superslagskibe og at beskytte de amerikanske hangarskibe mod den kejserlige japanske flåde. Iowa-klassens slagskibe kom aldrig i direkte kamp mod de japanske superslagskibe, men blev i stedet brugt støtte for de amerikanske hangarskibe og til bombardementer af japansk besatte øer samt kystområder i selve Japan.
USS Iowa (BB-61) og USS New Jersey (BB-62) indgik i flådens tal i henholdsvis februar og maj 1943 og USS Iowa begyndte i Atlanterhavsflåden, hvor den ledte efter det tyske slagskib Tirpitz. Senere ledsagede det præsident Roosevelt til Casablanca i forbindelse med Teherankonferencen i november 1943. Efter mødet blev USS Iowa overført til Stillehavsflåden, hvor hun sammen med USS New Jersey bombarderede de japanske garnisoner på Marshalløerne, Ny Guinea og Saipan og Nordmarianerne før marineinfanteriet gik i land. USS New Jersey bombarderede også Guam, Nordmarianerne.
USS Missouri (BB-63) og USS Wisconsin (BB-64) indgik i flådens tal i henholdsvis juni og april 1944, og de deltog begge i stillehavskrigen. USS Wisconsin bombarderede den japanske ø Iwo Jima og sammen med USS New Jersey deltog hun i invasionen af Filippinerne. Alle Iowa-slagskibene, bortset fra USS Iowa, deltog i slaget om Okinawa fra marts til juni 1945. USS Missouri blev ramt af et kamikazefly og fik overfladiske skader. Der var en mulighed for at møde superslagskibet Yamato i april 1945. Operation Ten-gō gik ud på at Yamato og ni andre krigsskibe kun skulle påfyldes brændstof nok til at kunne sejle fra Japan til Okinawa. Der skulle de sænke så mange allierede skibe som muligt. Dernæst skulle skibene sejle på grund og bruges som kystartilleri. Når skibene efterhånden blev ødelagt skulle søfolkene gå i land og kæmpe videre som infanterister. Længe inden styrken nåede frem angreb amerikanske torpedofly og styrtbombefly skibene og Yamato blev sænket.
Inden invasionen af de japanske hovedøer deltog Iowa-slagskibene, bortset fra USS New Jersey som kystbombardementsskibe, hvor alt af betydning blev beskudt. 406mm kanonerne havde en rækkevidde på 38 km og hvert af de ni kanonløb kunne affyre to 1-tongranater i minuttet. Japan overgav sig officielt om bord på USS Missouri den 2. september 1945.

## Efter 2. verdenskrig
Efter 2. verdenskrig blev alle andre slagskibe skrottet eller brugt ved atombombeforsøget på Bikini-atollen i 1946. Kun de fire Iowa-slagskibe var operative – som kadettræningsskibe. Derudover blev Royal Navys slagskib HMS Vanguard færdigbygget i 1946 og blev brugt til at lade prinsesse Elizabeth besøge det skrumpende imperium, inden skibet blev skrottet i 1959 uden at komme i kamp. I 1946 krævede Stalin flådebaser i Grækenland og/eller Tyrkiet, men efter et venskabsbesøg af BB-63 USS Missouri i de pågældende lande, blev kravet trukket tilbage. Slagskibene var alt for dyre i drift, så i 1948-49 blev de lagt i mølpose bortset fra BB-63 USS Missouri.
Under koreakrigen var alle fire reaktiveret som kystbombardementsskibe. BB-64 Wisconsin blev ramt af en nordkoreansk 155 mm-granat i 1952. Af økonomiske grunde blev Iowa-klassens skibe dråbevis lagt i mølpose i 1955-58.
Store flytab under vietnamkrigen fik US Navy til at reaktivere BB-62 New Jersey i 1968-69 til bombardementer i Nordvietnam rettet mod Viet Cong og nordkoreas hær, men elektronisk krigsførelse viste sig at være billigere.
Under præsident Reagan besluttede den amerikanske kongres i 1981 at genaktivere og modernisere de fire slagskibe, herunder bevæbne dem med moderne missiler. BB-62 New Jersey bombarderede Bekaadalen i Libanon i 1983-84, mens BB-63 Missouri beskyttede olietankere i den Persiske Golf i 1987 under Iran-Irakkrigen. En eksplosion i B-kanontårnet på BB-61 Iowa i 1989 beskadigede skibet så kraftigt, at hun kom i mølpose i 1990. Under Golfkrigen i 1991 deltog Missouri og Wisconsin, hvor de affyrede missiler og granater mod irakiske mål.
Ved afslutningen af den kolde krig blev alle fire lagt i mølpose, men er nu alle fire i brug som museumsskibe.

## I populærkulturen
I 1989 indspillede Cher musikvideoen til If I Could Turn Back Time om bord på USS Missouri sammen med flere hundrede af besætningen, mens skibet lå på værft.
I filmen Kapring på åbent hav (Under Siege) fra 1992 spiller Steven Seagal en skibskok (exNavy SEAL), der forhindrer terrorister i at anvende USS Missouris kernevåben. Filmens indendørsscener blev dog filmet om bord på museumsslagskibet USS Alabama (BB-60) i Mobile, Alabama.